# Cronisia fimbriata
Cronisia fimbriata là một loài rêu trong họ Corsiniaceae. Loài này được Nees Whittem. & Bischl. mô tả khoa học đầu tiên năm 2001.